# Igby Rigney
Igby Rigney est un acteur américain, né à Los Angeles en Californie.

## Biographie
Igby Rigney naît à Los Angeles, en Californie.
En 2018, il commence sa carrière à la télévision, dans un épisode de la série Blue Bloods.
En 2020, il incarne le rôle de Chance, un des joueurs de football américain portant un lourd secret partagé avec Jadin, fils assassiné de Joe Bell parce qu'il est homosexuel, dans le film dramatique Joe Bell (Good Joe Bell) de Reinaldo Marcus Green. Il s'agit d'un fait réel sur Joe Bell ayant commencé à traverser les États-Unis pour sensibiliser au harcèlement homophobe après le suicide de son fils.
En 2021, il interprète le rôle de Jesse, jeune dans des scènes de flashbacks, dans le film d'action Fast and Furious 9 (F9) de Justin Lin. En février, on apprend que le réalisateur Mike Flanagan l'engage pour sa prochaine série The Midnight Club, aux côtés de l'actrice Heather Langenkamp. Il s'agit de l'adaptation du livre homonyme de Christopher Pike, publié en 1994. En septembre, il se révèle dans le rôle principal, Warren Flynn, dans la série Sermons de minuit (Midnight Mass), créée par Mike Flanagan.

## Filmographie

### Cinéma

#### Longs métrages
- 2020 : Joe Bell (Good Joe Bell) de Reinaldo Marcus Green : Chance
- 2021 : Fast and Furious 9 (F9) de Justin Lin : Jesse, jeune

Prochainement
- Out of My Comfort Zone d'Ivy Vale : Brad (postproduction)

#### Courts métrages
- 2020 : Last Summer with Uncle Ira de Katie Ennis et Gary Jaffe : Daniel Rosen

### Télévision

#### Séries télévisées
- 2018 : Blue Bloods : Evan Scott (saison 8, épisode 19 : Risk Management)
- 2021 : Sermons de minuit (Midnight Mass) : Warren Flynn (7 épisodes)
- 2022 : The Midnight Club : Kevin

- 2023 : La Chute de la maison Usher (mini-série) : Toby